# Нгагпа

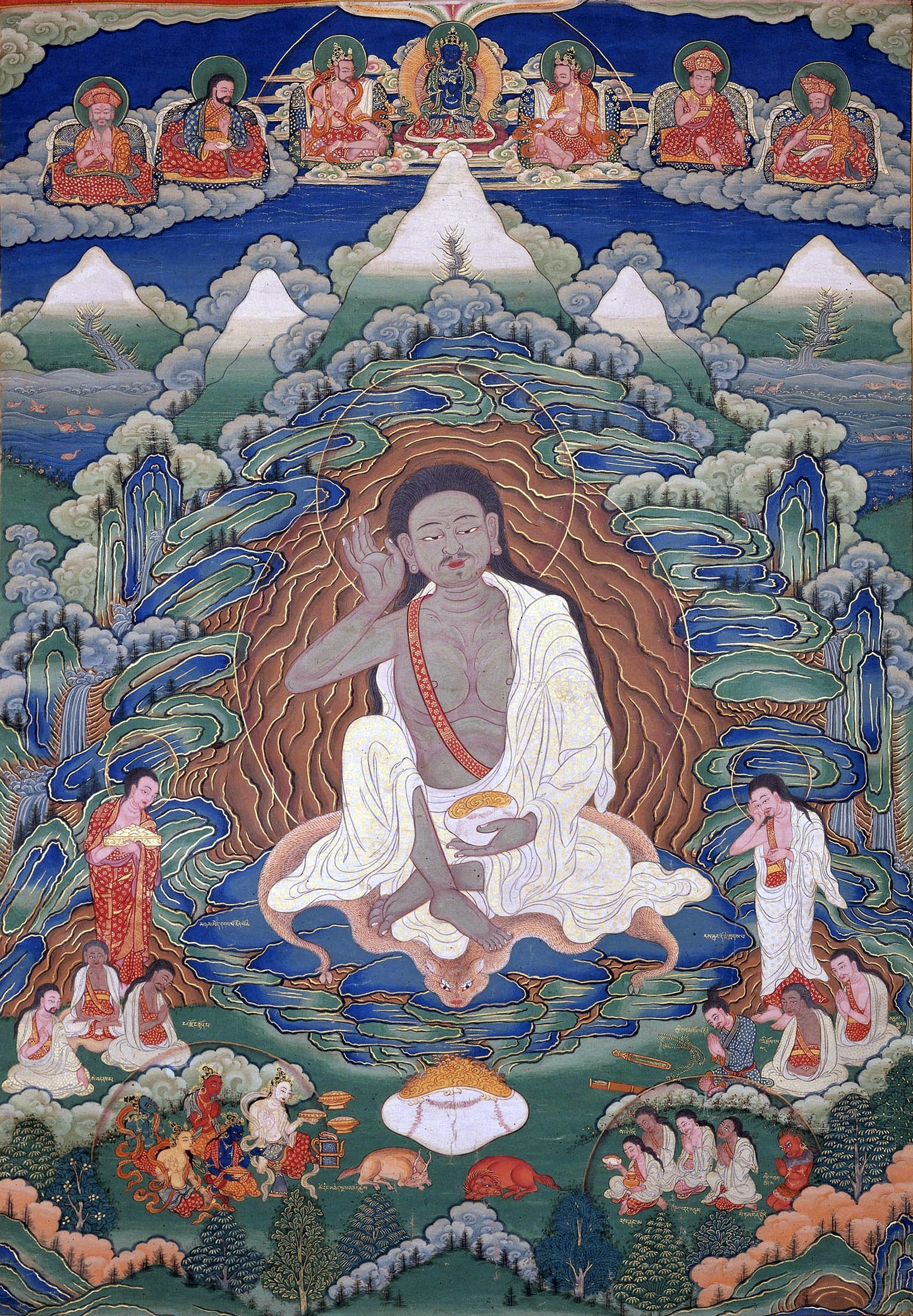
Миларепа в характерной белой шали (дзен) Нгагпа.

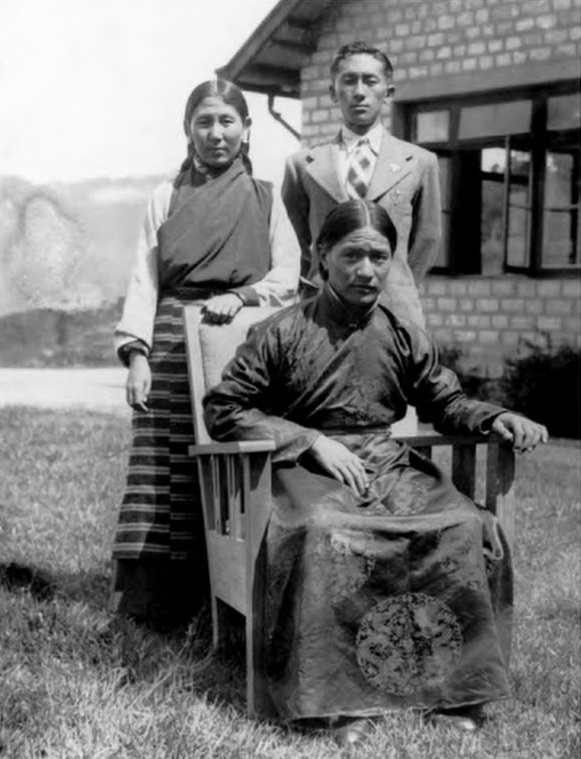
Нгагпа Дуджом Ринпоче (спереди)

В Тибетском Буддизме и Бон Нгагпа (мужчина) или Нгагмо (женщина) (Тиб. སྔགས་པ་, Вайли: sngags pa; Санскр. mantrī) — это посвящённый немонашествующий практикующий Дзогчен и Тантру. Они широко известны тем, что защищали школу Ньингма и её учения во время гонений на буддистов во времена правления Ландармы.
Нгагпа также может получить skra dbang, наделение силой волос, например, в линии Дуджома Терсара. Волосы наделённого силой человека являются домом Дакини, поэтому их никогда не следует стричь. Этот термин специально используется для обозначения Лам и практиков (мужчин или женщин), которые являются «тантрическими мастерами», и технически может применяться как к женатым тантрическим практикам (khyim pa sngags pa), так и к тем посвящённым монахам, основным направлением и специализацией которых является практика Ваджраяны. Однако в обиходе (и во многих западных книгах по Тибетскому Буддизму) слово «Нгакпа» может использоваться в отношении немонашествующих Лам Ваджраяны, особенно в школе Ньингма, и учителей в традиции Бонпо.
В Бутане и некоторых других районах Гималаев для обозначения этого типа священников Ваджраяны чаще всего используется термин Гомчен, а Нгакпа — только для самых совершенных адептов, прославившихся особой действенностью своих мантр.
Традиционно многие Ньингма Нгакпы носят нестриженые волосы и белые одежды, и их иногда называют «группой с белыми одеждами и нестрижеными волосами» (Wylie: gos dkar lcang lo’i sde).

## Описание
Маттье Рикар определяет Нгакпу просто как «практикующего Тайную Мантраяну». Гьюрме Дордже определяет Нгакпу (мантрина) как «практикующего мантры, который может жить как домохозяин, а не как монах-отказник».
В Тибетском Буддизме существуют две системы посвящения в сан: привычные монашеские посвящения и менее известные тантрические посвящения Нгагпа. Рукоположение Нгагпа немонашеское и нецелибатное, но и не «мирское». Оно подразумевает свою собственную обширную систему обетов, отличную от монашеских обетов.
Нгакпы часто женятся и имеют детей. Некоторые работают в миру, хотя они обязаны уделять значительное время уединению и практике, а также проведению ритуалов по просьбе или от имени членов общины.
Существуют семейные рода Нгакпа, в которых практика определённого Йидама передаётся по наследству. Однако Нгакпой также можно считать любого человека, полностью погруженного в практику учения и занимающегося ею под руководством носителя традиции, принявшего соответствующие обеты или самайю и получившего соответствующие посвящения и передачу учений. Значительная часть передачи учения осуществляется через устные наставления, посвящения и передачи.
Как описывает исследователь Сэм ван Шайк, «мирской тантрический практик (sngags pa, Skt. māntrin) стал распространенной фигурой в Тибете и останется таковым на протяжении всей истории тибетского буддизма».
Кунга Гьялцен, отец 2-го Далай-ламы, был немонашествующим Нгакпой, известным тантрическим мастером Ньингма. Его матерью была Мачик Кунга Пемо; они принадлежали к крестьянской семье. Их родовая традиция передавалась по наследству.

## Колледж Нгагпа монастыря Лабранг
В монастыре Лабранг, одном из главных монастырей Гелугпа в Амдо, есть колледж Нгагпа (Wylie: sngags pa grwa tshang), расположенный неподалёку от главного монастыря в деревне Сакар.